# Danilo Dragisa Belić
Danilo Dragisa Belić (Versec, 1980. november 10. –) szerb labdarúgó, jelenleg a CS Otopeni játékosa.

## Pályafutásának adatai
- Élvonalbeli mérkőzések száma: 7 (2007)
- Góljai száma: 2
- Posztja: Csatár

## Klubjai
- Hajduk Kula
- Uniao
- Buducnost Banatski Dvor
- FC Sopron
- CS Otopeni